# Deípile
Deípile (grec antic: Δηιπύλη) va ser, segons la mitologia grega, una princesa d'Argos, filla d'Adrast i d'Amfítea, filla de Prònax.
Es va casar amb Tideu i va ser la mare de Diomedes, rei d'Argos. Era la més jove de tres germanes, i Adrast la va donar en matrimoni a Tideu (que tenia una pell de senglar) quan un oracle li va dir que havia de casar a dues de les tres filles amb un lleó i un senglar.
Dante Alighieri l'esmenta al cant XXII del Purgatori.